# جوزپ فوسته
جوزپ ماریا فوسته (به انگلیسی: Josep Maria Fusté) (زاده ۱۵ آوریل ۱۹۴۱ لینولا کاتالونیا) بازیکن فوتبال بازنشسته است. وی در دهه ۶۰ و ۷۰ میلادی کاپیتان تیم بارسونا بود. او جزو بازیکنان تأثیرگذار در قهرمانی اسپانیا در جام ملت‌های اروپا ۱۹۶۴ به حساب می‌آید.